# Valderrodrigo
Valderrodrigo ist eine westspanische Gemeinde (municipio) in der Provinz Salamanca in der Autonomen Gemeinschaft Kastilien-León. 2024 hatte die Gemeinde 128 Einwohner. 

## Lage
Valderrodrigo liegt etwa 92 Kilometer westnordwestlich von Salamanca in einer Höhe von ca. 740 m. 
Das Klima ist mäßig. Es fällt Regen in einer mittleren Menge (ca. 600 mm/Jahr).

## Bevölkerungsentwicklung
| Jahr      | 1900 | 1950 | 1960 | 1970 | 1981 | 1991 | 2001 | 2011 | 2021 |
| Einwohner | 506  | 376  | 385  | 329  | 225  | 221  | 191  | 161  | 136  |

## Sehenswürdigkeiten
- Kirche Maria vom Rosenkranz (Iglesia de Nuestra Señora del Rosario)